# 科雷利亚
科雷利亚（西班牙語：Corella）是西班牙纳瓦拉的一个市镇。总面积84平方公里，总人口7074人（2001年），人口密度84人/平方公里。